# Tatjana Wladimirowna Wlassowa
Tatjana Wladimirowna Wlassowa (russisch Татьяна Владимировна Власова; * 1915 in Moskau; † 2008 ebenda) war eine sowjetische bzw. russische Geographin und Hochschullehrerin.

## Leben
Nach dem Schulabschluss arbeitete Wlassowa als Zeichnerin, um 1934 das Studium an der Universität Moskau (MGU) in der Geographie-Fakultät zu beginnen. Es folgte dort die Aspirantur ab 1939, die durch den Deutschen Angriffskrieg unterbrochen wurde. Sie wurde evakuiert und lehrte am Irkutsker Pädagogik-Institut in der Naturwissenschaft-Geographie-Fakultät. Sie kehrte an die MGU zurück, schloss 1946 die Aspirantiur ab und verteidigte 1947 mit Erfolg ihre Kandidat-Dissertation über die regionalen Besonderheiten der Natur Europas für die Promotion zur Kandidatin der geographischen Wissenschaften.
Darauf arbeitete Wlassowa als Dozentin in dem nach Wladimir Potjomkin benannten Moskauer Städtischen Pädagogik-Institut am Lehrstuhl für Physische Geographie der Geographie-Fakultät. Sie verfasste ein Lehrbuch der Physischen Geographie der Kontinente, das sie 1970 als Doktor-Dissertation erfolgreich für die Promotion zur Doktorin der geographischen Wissenschaften verteidigte.
Nun arbeitete Wlassowa als Professorin des Lehrstuhls für Physische Geographie und Geoökologie der Pädagogischen Staatlichen Universität Moskau. Dank ihres Einsatzes wurde das Spezialseminar für regionale Aspekte der Memsch-Natur-Interaktion gegründet, das mit Unterbrechungen mehr als 20 Jahre lang arbeitete. Sie entwickelte ein originelles System der komplexen physisch-geographischen Kontinent-Zonierung mit entsprechenden Karten.
Wlassowa war vorsitzende der Kommission für Physische Geographie es Wissenschaft-Methodik-Rats des Bildungsministeriums der UdSSR.